# 22e Grammy Awards
De 22e editie van de jaarlijkse Grammy Awards vond plaats op 27 februari 1980 in het Shrine Auditorium in Los Angeles. De ceremonie werd gepresenteerd door countryzanger Kenny Rogers, die zelf een Grammy won.
De meeste prijzen gingen naar de muziek van de Doobie Brothers. Het nummer What a Fool Believes kreeg drie Grammy's: een voor Record of the Year, plus twee voor zanger Michael McDonald voor het schrijven en arrangeren van het nummer. Bovendien won de band nog een Grammy voor het nummer Minute by Minute  in de categorie Best Pop Vocal Performance.
What A Fool Believes won de twee belangrijke categorieën, Song en Record of the Year.
De andere prestigieuze categorieën, Album of the Year en Beste nieuwe artiest, werden gewonnen door respectievelijk Billy Joel voor het album 52nd Street en door zangeres Rickie Lee Jones.
Earth Wind & Fire waren verantwoordelijk voor drie Grammy's; twee voor After The Love Has Gone en een voor Boogie Wonderland.
Opvallend waren de comebacks van een paar oudgedienden. Dionne Warwick had voor het laatst in 1971 gewonnen, maar ging nu met twee prijzen naar huis in de R&B en Pop-categorieën.
Herb Alpert had in 1966 en 1967 vijf Grammy's gewonnen, maar was daarna altijd met lege handen gebleven. Dat veranderde in 1980 toen hij met "Rise" de Grammy won voor Beste instrumentale uitvoering. Opmerkelijk daarbij was dat de onderscheiden hitversie eigenlijk een verkeerde opname was: per abuis werd een te langzame versie op de single geperst, maar kennelijk was die foute opname goed genoeg voor een Grammy.
De organisatie van de Grammy's besloot om een aantal nieuwe categorieën toe te voegen. Zo werd er voor het eerst een Grammy uitgereikt voor beste discoplaat en kreeg rock vier prijzen, waarbij deze stijl op gelijke hoogte kwam met onder meer Pop, R&B en Country. Opvallend bij de Grammy voor beste discoplaat was dat het tegelijkertijd ook de laatste was - de categorie heeft één jaar bestaan. Tegen de tijd dat de Grammy-uitreiking plaatsvond, in februari 1980, was de discorage voorbij.
Er waren, zoals elk jaar, weer een paar opvallende winnaars. Donna Summer was vijf keer genomineerd in onder de meer de R&B-, Disco- en Pop-categorieën, maar ze won slechts één prijs - nog wel in de Best Rock(!) Vocal Performance categorie voor Hot Stuff. Dat de Rock-categorie z'n weg nog moest vinden was wel duidelijk, want de beste mannelijke rockzanger werd Bob Dylan met een van zijn gospelnummers, Gotta Serve Somebody.
Blueszanger Muddy Waters won voor de derde keer op rij (en zesde keer in totaal) de Best Ethnic/Traditional Recording-categorie; het was meteen ook z'n allerlaatste Grammy. Dirigent Georg Solti en pianist Vladimir Horowitz wonnen opnieuw Grammy's in de klassieke categorie. Horowitz' totaal stond nu op 17, en dat was een record. Solti volgde met 15 Grammy's.
Een aantal artiesten won voor het eerst een Grammy: Bob Dylan had in 1972 al een Grammy gekregen voor zijn medewerking aan het album The Concert in Bangla Desh, maar het duurde tot 1980 voordat hij z'n eerste solo-Grammy won met Gotta Serve Somebody. Een andere debutant was Michael Jackson, die met Don't Stop 'til You Get Enough zijn eerste prijs in de wacht sleepte - een voorzichtige opmaat naar zijn enorme Grammy-oogst in 1984.

## Winnaars

### Algemeen
- Record of the Year
  - "What A Fool Believes" - Doobie Brothers (uitvoerenden); Ted Templeman (producer)
- Album of the Year
  - "52nd Street" - Billy Joel (uitvoerende); Phil Ramone (producer)
- Song of the Year
  - Kenny Loggins & Michael McDonald (componisten) voor "What a Fool Believes" (uitvoerenden: Doobie Brothers)
- Best New Artist
  - Rickie Lee Jones

### Pop
- Best Pop Vocal Performance (zangeres)
  - "I'll Never Love This Way Again" - Dionne Warwick
- Best Pop Vocal Performance (zanger)
  - "52nd Street" - Billy Joel
- Best Pop Vocal Performance (duo/groep)
  - "Minute by Minute" - Doobie Brothers
- Best Pop Instrumental Performance
  - "Rise" - Herb Alpert

### Country
- Best Country Vocal Performance (zangeres)
  - "Blue Kentucky Girl" - Emmylou Harris
- Best Country Vocal Performance (zanger)
  - "The Gambler" - Kenny Rogers
- Best Country Vocal Performance (duo/groep)
  - "The Devil Went Down to Georgia" - Charlie Daniels Band
- Best Country Instrumental Performance
  - "Big Sandy/Leather Britches" - Doc Watson & Merle Watson
- Best Country Song
  - Debbie Hupp & Bob Morrison (componisten) voor "You Decorated My Life" (uitvoerende: Kenny Rogers)

### R&B
- Best R&B Vocal Performance (zangeres)
  - "Deja Vu" - Dionne Warwick
- Best R&B Vocal Performance (zanger)
  - "Don't Stop 'til You Get Enough" - Michael Jackson
- Best R&B Vocal Performance (duo/groep)
  - "After The Love Has Gone" - Earth Wind & Fire
- Best R&B Instrumental Performance
  - "Boogie Wonderland" - Earth Wind & Fire
- Best R&B Song
  - Bill Champlin, David Foster & Jay Graydon (componisten) voor "After The Love Has Gone" (uitvoerenden: Earth Wind & Fire)

### Rock
- Best Rock Vocal Performance (zangeres)
  - "Hot Stuff" - Donna Summer
- Best Rock Vocal Performance (zanger)
  - "Gotta Serve Somebody" - Bob Dylan
- Best Rock Vocal Performance (duo/groep)
  - "Heartache Tonight" - The Eagles
- Best Rock Instrumental Performance
  - "Rockestra Theme" - Paul McCartney & Wings

### Disco
- Best Disco Recording
  - "I Will Survive" - Gloria Gaynor (uitvoerende); Dino Fekaris & Freddie Perren (producers)

### Ethnic (Folk/Latin)
- Best Latin Recording
  - "Ikare" - Ikare
- Best Ethnic or Traditional Recording (Folk)
  - "Muddy 'Mississippi' Waters Live" - Muddy Waters

### Gospel
- Best Gospel Performance (traditioneel)
  - "Lift Up The Name of Jesus" - Blackwood Brothers
- Best Gospel Performance (modern)
  - "Heed the Call" - The Imperials
- Best Soul Gospel Performance (traditioneel)
  - "Changing Times" - The Mighty Clouds of Joy
- Best Soul Gospel Performance (modern)
  - "I'll Be Thinking of You" - Andrae Crouch
- Best Inspirational Performance (Beste religieuze opname)
  - "You Gave Me Love (When Nobody Gave Me a Prayer)" - B.J. Thomas

### Jazz
- Best Jazz Instrumental Performance (solist)
  - "Jousts" - Oscar Peterson
- Best Jazz Instrumental Performance (groep)
  - "Duet" - Chick Corea & Gary Burton
- Best Jazz Instrumental Performance (big band)
  - "Duke Ellington at Fargo, 1940 Live" - Duke Ellington
- Best Jazz Fusion Performance
  - "8.30" - Weather Report
- Best Jazz Vocal Performance
  - "Fine and Mellow" - Ella Fitzgerald

### Klassieke muziek
Vetgedrukte namen ontvingen een Grammy. Overige uitvoerenden, zoals orkesten, solisten e.d., die niet in aanmerking kwamen voor een Grammy, staan in kleine letters vermeld.
- Best Classical Orchestral Recording
  - "Brahms: Symphonies (1-4)" - Georg Solti (dirigent); James Mallinson (producer)
  - Chicago Symphony Orchestra (orkest)
- Best Opera Recording
  - "Britten: Peter Grimes" - Colin Davis (dirigent); Vittorio Negri (producer)
  - Heather Harper, Jonathan Summers & Jon Vickers (solisten); Royal Opera House Orchestra (orkest)
- Best Choral Performance (koor)
  - "Brahms: A German Requiem" - Georg Solti (dirigent); Margaret Hillis (koordirigente)
  - Chicago Symphony Orchestra & Chorus (orkest & koor)
- Best Classical Vocal Soloist Performance (zanger[es])
  - "O Sole Mio - Favourite Neapolitan Songs" - Luciano Pavarotti
  - The Bologna Orchestra (orkest)
- Best Classical Performance (instrumentale solist met orkestbegeleiding)
  - "Bartók: Piano Concertos Nos. 1 & 2" - Maurizio Pollini
  - Chicago Symphony Orchestra o.l.v. Claudio Abbado
- Best Classical Performance (instrumentale solist zonder orkestbegeleiding)
  - "The Horowitz Concerts 1978/79" - Vladimir Horowitz
- Best Chamber Music Performance (kamermuziek)
  - "Copland: Appalachian Spring" - Dennis Russell Davies (dirigent)
  - St. Paul Chamber Orchestra (ensemble)
- Best Classical Album
  - "Brahms: Symphonies (1-4)" - Georg Solti (dirigent); James Mallinson (producer)
  - Chicago Symphony Orchestra (orkest)

### Comedy
- Best Comedy Recording
  - "Reality...What a Concept" - Robin Williams

### Composing & Arranging (Composities & Arrangementen)
- Best Instrumental Composition
  - "Superman Main Title Theme" - John Williams
- Best Album of Original Score Written for a Motion Picture or a Television Special (Beste muziek voor een film of tv-programma)
  - "Superman" - John Williams
- Best Instrumental Arrangement
  - Claus Ogerman (arrangeur) voor "Soulful Strut" (uitvoerende: George Benson)
- Best Arrangement Accompanying Vocals (Beste arrangement voor zang)
  - Michael McDonald (arrangeur) voor "What A Fool Believes" (uitvoerenden: Doobie Brothers)

### Kinderrepertoire
- Best Recording for Children
  - "The Muppet Movie (Soundtrack)" - Jim Henson & Paul Williams (producers); uitvoerenden: The Muppets

### Musical
- Best Cast Show Album
  - "Sweeney Todd" - Stephen Sondheim (componist & tekstschrijver); Thomas Z. Shepard (producer)

### Hoezen
- Best Album Package
  - Mick Haggerty & Mike Doud (ontwerpers) voor "Breakfast in America", uitvoerenden: Supertramp
- Best Album Notes (Beste hoestekst)
  - Bob Porter & James Patrick (schrijvers) voor "The Complete Savoy Sessions", uitvoerende: Charlie Parker

### Production & Engineering (Productie & Techniek)
- Best Engineered Recorindg, Non-Classical (Beste techniek op een niet-klassiek album)
  - Peter Henderson (techniek) voor "Breakfast in America", uitvoerende: Supertramp
- Best Engineered Recording, Classical (Beste techniek op een klassiek album)
  - Anthony Salvatore (techniek) voor "Sweeney Todd", uitvoerenden: Original Broadway Cast
- Producer of the Year
  - Larry Butler
- Classical Producer of the Year
  - James Mallinson

### Gesproken Woord
- Best Spoken Word Recording
  - "Ages of Man - Readings from Shakespeare" - John Gielgud

### Historisch
- Best Historical Reissue (Beste historische heruitgave)
  - "Giants of Jazz" - Michael Brooks & Jerry Korn (producers) (uitvoerende: Billie Holiday)